# Lophospingus
Lophospingus – rodzaj ptaków z rodziny tanagrowatych (Thraupidae).

## Występowanie
Rodzaj obejmuje gatunki występujące w Ameryce Południowej.

## Morfologia
Długość ciała 14 cm, masa ciała 13,1–20,5 g.

## Systematyka

### Etymologia
Greckie λοφος lophos – „czub”; σπιγγος spingos – „zięba” < σπιζω spizō – „ćwierkać”.

### Podział systematyczny
Do rodzaju należą następujące gatunki:
- Lophospingus pusillus (Burmeister, 1860) – szarzynek maskowy
- Lophospingus griseocristatus (d’Orbigny, 1838) – szarzynek jednobarwny